# 约阿希姆·惠利
约阿希姆·惠利（1954年8月25日—）是一位英国历史学家和语言学家，劍橋大學岡維爾與凱斯學院德国历史和思想教授，2015年当选英國國家學術院院士，主要作品有入选牛津通识读本的《神圣罗马帝国》（The Holy Roman Empire）以及入选牛津早期现代欧洲史的二卷本《德意志与神圣罗马帝国》（Germany and the Holy Roman Empire）等。